# شوشون (نوادا)
شوشون (به انگلیسی: Shoshone) یک منطقهٔ مسکونی در ایالات متحده آمریکا است که در نوادا واقع شده‌است.